# Детенпула

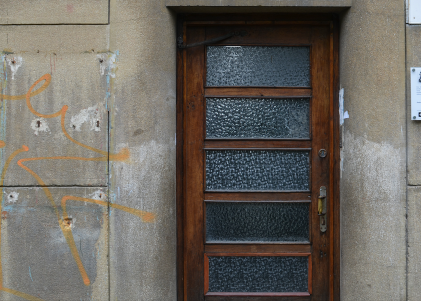
Підїзд, де розташовується галерея «Detenpyla»

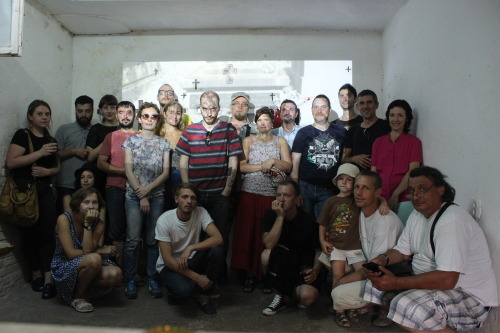
Групове фото з відкриття виставки «Хресна хода середнього часу» Валерія Губеніна

Галерея «Detenpyla» — квартирна андеграундна галерея сучасного мистецтва, заснована 5 березня 2011 року, у місті Львові, трьома художниками: Юрієм Білеєм, Павлом Ковачем (молодшим) та Станіславом Туріною. Галерея орієнтована на виставки і проекти які працюють з простором та контекстом галереї, концептуальним проектам.
Зазвичай експозиційний простір галереї знаходиться в кухонному приміщенні помешкання, що раніше слугувало технічним приміщенням у функціоналістському будинку.
З 2011 року традиційними для відкриття виставок є групові фото, які робляться зі всіма гостями.

## Походження назви
«Незвична назва мистецького простору має „студентське“ коріння її засновників. З художниками вчився хлопець з-під чернівецько-румунського кордону, який часто вживав це слово. Хлопці змінили кілька літер у нецензурному „dute in pula“ і тепер Detenpyla Gallery — це унікальна власна назва.»

## Розташування
Розташована галерея в середмісті Львова. Згідно традиції, її адреса публічно не оголошується, а щоб попасти на відкриття чи триваючу експозицію виставки необхідно зателефонувати або написати організаторам чи кураторам виставки. Цікаво, що довгий час куратори галереї себе такими не вважали, акцентуючи увагу на тому, що вони виконують роль організаторів в діяльності галереї.
В 2013 році галерея «Detenpyla» виступила організаторами львівської частини «Дні квартирних Львів — Харків».
За майже 10 років існування галерея «Detenpyla» прийняла в своїх стінах близько 80 виставок, проектів та заходів.

## Самоорганізовані галереї в Україні
Галерея «Detenpyla» не є унікальною по своїй формі та спирається на поширену в Україні та, зокрема Львові, практику квартирних виставок, самоініційованих галерей «Decima», «Червоні Рури», ужгородської галереї «Коридор». Якщо в радянський час квартирні галереї були місцями свободи від державної програми мистецтва, то в незалежній Україні вони часто стають точками відліку і спроб існування інституційного сучасного мистецтва, спробами якраз таку програму, щоправда нову, організувати.
На території України в різний час діяли та діють: Музей сучасного мистецтва Херсону, Тимутопіяпрес (Львів), Галерея Noch (Одеса), Галерея Святого Петра (Мукачево), Гараж127 (Харків), Квартира 14 (Київ), PVS (Луцьк), Бункер (Чернівці), Галерея Коридор (Ужгород), Галерея Це (Львів), Галерея Пі (Львів), Єфремова 26 (Львів), Галерея Гангрена(Львів), Галерея Окно (Одеса), Галерея Дубки (Одеса), Галерея LAB24 (Київ), Резиденція Барвінок (Дніпро), Галерея «У рози» (Харків), галерея на Фредра61 (Львів), Галерея ГАК.

## Цікаві факти
- В 2019-му році галерея Детенпула виступила ініціатором та організаційною платформою для виставки-дару Музею Сучасного Мистецтва Херсону [Архівовано 24 вересня 2020 у Wayback Machine.] залучивши близько  58-ми авторів які передали роботи музею.[18][19]
- З нагоди десятиліття галереї 5-ого березня 2021 року відбудеться відкриття 10-ох виставок в самоорганізованих галереях України, Польщі та США.[20]

## Виставки та проекти
2020
- Передчуття лиха / Даніїл Ревковський та Андрія Рачинський / куратор Ксенія Малих
- Гарантовано непогана відповідь на завдання / виставка вибраних робіт студенток і студентів галереї «Це» / куратор Олег Сусленко
- Сядь Подумай… / Руслан Тремби

2019
- Ночь как протокол / день как обыск [Архівовано 14 серпня 2020 у Wayback Machine.] / Юрію Соколову, Платону Сільвестрову[21], Мирославу Ягоді / Ярослав Футимський
- Только пока Славе не говори[22] / Відкрита група [Архівовано 19 лютого 2020 у Wayback Machine.]

2018
- Всё как у воды / Павло Гражданський[23]

2017
- Дружби / Олексій Салманов і: Гамлет Зіньківський, Зоя Орлова, Павло Суслаков, Євген Самборський, Інна Андре
- Звездочет / Рапани
- 93.8 фм / Томаш Гажлінскі[24]
- Вместовыставки / Микола Карабіновіч [Архівовано 4 листопада 2021 у Wayback Machine.]
- Безіменна практика. частини 3, 4 [Архівовано 4 березня 2021 у Wayback Machine.] / Антон Варга

2016
- Колекція в detenpyla: за/лишене / Софія Нітух і Леонід Троценко[25]
- Все що залишилось після тебе / Юрій Білей
- Побутова поетика / Діма Микитенко
- Хохуля[26] / Жанна Кадирова та Денис Рубан

2015
- Автопортрет и несколько опусов [Архівовано 4 березня 2021 у Wayback Machine.] / Юрій Соколов
- Рани / Юрій Вовкогон[27]
- Club la cabane / Стів Шепенс
- Хресна хода середнього часу / Валерій Губенін
- Мій світ недостатньо реальний для апокаліпсису / Саша Курмаз, в рамках програми ДОНКУЛЬТ[28]
- Як це було / Аліна Якубенко
- Це т8 / Анастасія Живкова, Олексій Салманов, Стас Туріна
- Музейне сумнівне / Микита Кадан
- Жир-щур / Володимир Топій[29]

2014
- Вікно в Європу / Петро Валдіміров
- Пропонований відрізок часу / Володиир Топій, Станіслав Туріна, Олексій Салманов, Євген Самборський, Любомир Сікач, Добриня Іванов, Тарас Ковач, Юрій Білей, спільно з галереєю Коридор
- Прибойчики / група Світер
- #Частина 2 / Петро Ряска, Олексій Салманов, Олег Перковський, Анастасія Живкова, Дмитро Микитенко, Павло Ковач
- #Частина 1 / Володимир Топій, Юрій Білей, Станіслав Туріна, Антон Варга, Ярослав Футимський
- Скульптура / Данило Ковач
- Пейзажі / Любомир Сікач
- Дія практична / ВІталій Шупляк
- Автономна республіка борщагівка / Добриня Іванов
- Континуум / Сергій Торбінов
- Прийняття[30] / Дарія Кузьмич

2013
- Лінія стара. лінія нова. взаємодія / Юра Коваль
- Stuka obiektyvna / Біба Шульц
- Boss / Зоза
- Workafterwork / Віталій Агапєєв
- 1/4 / Пйотр Лещинський
- Зв'язок / Станіслав Чокан
- Май нейм сізіф! / Богдан Янчук-Зухер
- Бісер / Олександр Приймак
- Одна з n* / ВІдкрита Група [Архівовано 13 травня 2021 у Wayback Machine.]
- Граница / Катя Берлова
- Места хватит всем / Олексій Салманов
- Дошка пошани / Юрій Білей
- Колекція / Ґабріел Булеца[31][32]
- З ужгородських колекцій / Олександр Матвієнко
- Підпори / Влодко Кауфман

2012
- 100…+ / Тереза Барабаш
- горизонт / Михайло Барабаш
- EWHEHC / Олег Перковський[33]
- Трапеза / Данило Мовчан
- Місце для споглядання зворотного боку справ / Зоф'я Малкович
- Виставка ілюстрацій та презентація книги Леся Белей «Дзеркальний куб» / Антон Варга[34]
- З'їж мене / Моніка Шидловська і Джек Кінг-Спунер
- Розповсюдження світла / Анатолій Татаренко
- 1987 нет места / Анастасія Руднєва
- Щеплення / Руслан Тремба
- Пустые и последние / Ярослав Футимський
- У подножия скал / Марсель Онисько
- Loveless / Роберт Саллер
- Думка яка відчується / Петро Ряска
- Подарки / групова виставка, куратори — Юрій Білей, Павло Ковач, Станіслав Туріна
- Частини тіла, частина мови, система брайля / Володимир Топій

2011
- Позиціястандім / Юрій Білей, Павло Ковач, Станіслав Туріна
- Шкільна фантастика / Сергій Савченко
- Радіус / Юрій Савтер
- Без назви / Василь Савченко
- Тиша / Юрій Білей
- Корозія / Мар'ян Олексяк
- Мертві емоції / Данило Ковач
- Стереотипи / Віска
- Похорон / Ярослав Футимський
- Без назви / Павло Ковач (молодший)
- Неодаданео / Любомир Тимків
- Без назви / Павло Ковач
- Дом Стасси / Станіслав Туріна